# Scudda Hoo! Scudda Hay!
Scudda Hoo! Scudda Hay! è un film del 1948 diretto da F. Hugh Herbert.

## Trama
In una fattoria un uomo, Daniel, chiamato da tutti "Snug", deve badare a dei muli mentre è innamorato della figlia del padrone. Alla fine riuscirà a domare gli animali e a conquistare il cuore della ragazza.

## Produzione
Fu il primo film recitato da Marilyn ma per alcuni problemi uscirà nelle sale diverso tempo dopo il suo secondo film.

### Cast
Film celebre principalmente per essere il primo film in cui compare, non accreditata, Marilyn Monroe, nel ruolo di una ragazza in canoa. Sotto contratto con la 20th Century Fox, la Monroe venne ingaggiata come una delle dodici comparse, da ruotare attorno ai due protagonisti: le parti in cui compariva furono tagliate in fase di montaggio, e rimase una scena in canoa in cui, in lontananza, si vedono due ragazze, e Marilyn saluta la protagonista della pellicola, June Haver. Marilyn Monroe indossa un costume a fiori e un nastrino fra i capelli.

## Distribuzione
La prima rappresentazione in sala fu l'11 marzo 1948.
In seguito venne diffusa in varie paesi, fra cui:
- USA, Scudda Hoo! Scudda Hay! 14 aprile 1948
- Svezia, Tjo, vad vi har livat! 27 settembre 1948

Il film venne distribuito in Inghilterra con il titolo Summer Lightning e in Venezuela con il titolo di Tormentas de odio